# Daichin
Daichin Khan (auch: Sukur, reg. 1647–1661, abgedankt), Sohn von Khu Urluk, war ein Khan der oiratischen Kalmücken bzw. im engeren Sinne der Torguten an Wolga und Ural-Fluss.
Daichin war ein Mann des Lernens, versiert in buddhistischer Literatur, der auch zweimal auf Pilgerreise nach Tibet ging. 1656 empfing er Zaya Pandita, der den Buddhismus bei den Oiraten-Stämmen zu verbreiten suchte. Aber er war auch ein Militär, und schon 1633 befehligte er zusammen mit seinem Bruder Louzang die Truppen seines Vaters beim Angriff auf die Nogaier und Russen am Bol'shoi Uzen-Fluss.
Als er 1647 aus Tibet zurückkam, übernahm er zusammen mit den bisherigen Regenten Louzang, Elden und Dayan-Erke die Regierung. Er rückte sofort gegen die Nogaier und Krimtataren zum Don vor, um den Tod seines Vaters zu rächen, musste die Kampagne aber aufgrund von Frost und tiefen Schnee abbrechen (Februar 1648). Kurz darauf wurden Daichins Torguten von den gleichfalls oiratischen Choschuten und Dürbeten unter Khundelen und Dayan Ombo besiegt, die sich nicht in die Vormachtstellung des Dsungarischen Khanats unter Khungtaidschi Batur (reg. 1643–1653) fügen wollten und ihm westwärts auswichen.
Daichin besetzte daher als Ersatz für das im Osten verlorengegangene Weideland neue Gebiete an der Wolga. Moskau war nicht erfreut und schickte 1649/50 eine Gesandtschaft unter Ivan Onuchin, änderte aber angesichts der ungünstigen Bündnislage in Osteuropa seine Meinung. Im Februar 1655 schloss das Zarenreich einen Vertrag mit Daichin, in dem sich dieser formell als Vasall bekannte, Nichtbelästigung der Untertanen des Zaren und militärische Hilfe versprach, aber keinen Tribut zahlte. In neuen Verhandlungen konnte Daichin auch das andere Wolga-Ufer und zollfreien Handel für sich in Anspruch nehmen, bekam Subsidien und stellte im Gegenzug Geiseln (1657). Die Allianz zahlte sich aus: 1657 schlug Daichins Sohn Puntsuk die Nogaier bei Asow und raubte 15.000 Pferde. Sie brachte aber auch Unstimmigkeiten mit sich (ausbleibende Zahlungen, kleinere Überfälle der Baschkiren und Kosaken, d. h. russischer Vasallen), so dass die Kalmücken 1657 auch mit dem Krimtataren-Khan gegen Moskau verhandelten.
Mitte der 50er Jahre zerstritten sich Daichin und sein Bruder Louzang, es ging um die Verteilung der bei den Nogaiern erhobenen Tribute und auch um die Politik gegenüber Moskau. Daichin besiegte Louzang 1658 und 1659 und zwang ihn zum Abzug, so dass er mit seinen Söhnen von dem Choschuten-Prinzen Ablay (reg. bis 1672, Neffe des o. g. Khundelen) getötet werden konnte. Kurz danach dankte Daichin zugunsten seines Sohnes Puntsuk ab (1661). Er mischte sich aber noch einmal ein, als er in Opposition zu seinem Sohn, aber im Bund mit den (eigentlich verfeindeten) Baschkiren die russischen Provinzen von Ufa und Kasan angriff (1662–64). Der Grund für den Streit zwischen Daichin und Puntsuk war die Behandlung des Prinzen Yalba, einem Enkel.
Puntsuk suchte angesichts der Situation die Nähe zum Zarenreich: 1664 empfing er ein Banner des Zaren und erschien damit als dessen Vasall, starb aber schon 1669, so dass sein Sohn Ayuki (reg. 1669–1724) der nächste Khan wurde.